# Uvaysiy
Jahonotin Uvaysiy (Margilan, 1781 – Margilan, 1845) è stata una poetessa uzbeka.

## Biografia
Uvaysiy crebbe in una famiglia colta. Suo padre Siddik Bobo era un poeta dilettante che scriveva in persiano e turco, sua madre Chinbibi era un'otin, ovvero una studiosa islamica, mentre suo fratello Ohunjon era un cantante. Si sposò con un artigiano dal quale ebbe due figli, indi dopo essere rimasta vedova si trasferì presso il palazzo reale di Kokand, dove visse con la regina consorte e poetessa Nadira.
La sua opera raccoglie circa 15.000 emistichi. La sua raccolta principale è un diwan che contiene diversi ghazal, muhamma, musadda e murabba. Tre copie di questa opera furono ritrovate negli anni '60, una delle quali è conservata presso l'Accademia delle scienze dell'Uzbekistan. Tra le sue poesie più importanti si ricordano Shahzoda Hasan e Voqeoti Muhammadalihon, La sua poetica è ampiamente trattata in diverse tazkira e opere bibliografiche, come il Majmuatush-shoiron di Fadi Namangoniy.

Di seguito si riporta una poesia sufi di Uvaysiy: 
()
Negli anni '50 e '60 la cantante uzbeka Mavluda Agzamova mantenne viva la tradizione sufi in Unione Sovietica cantando le opere di Uvaysiy.